# باغ‌وحش و آکواریوم سن آنتونیو

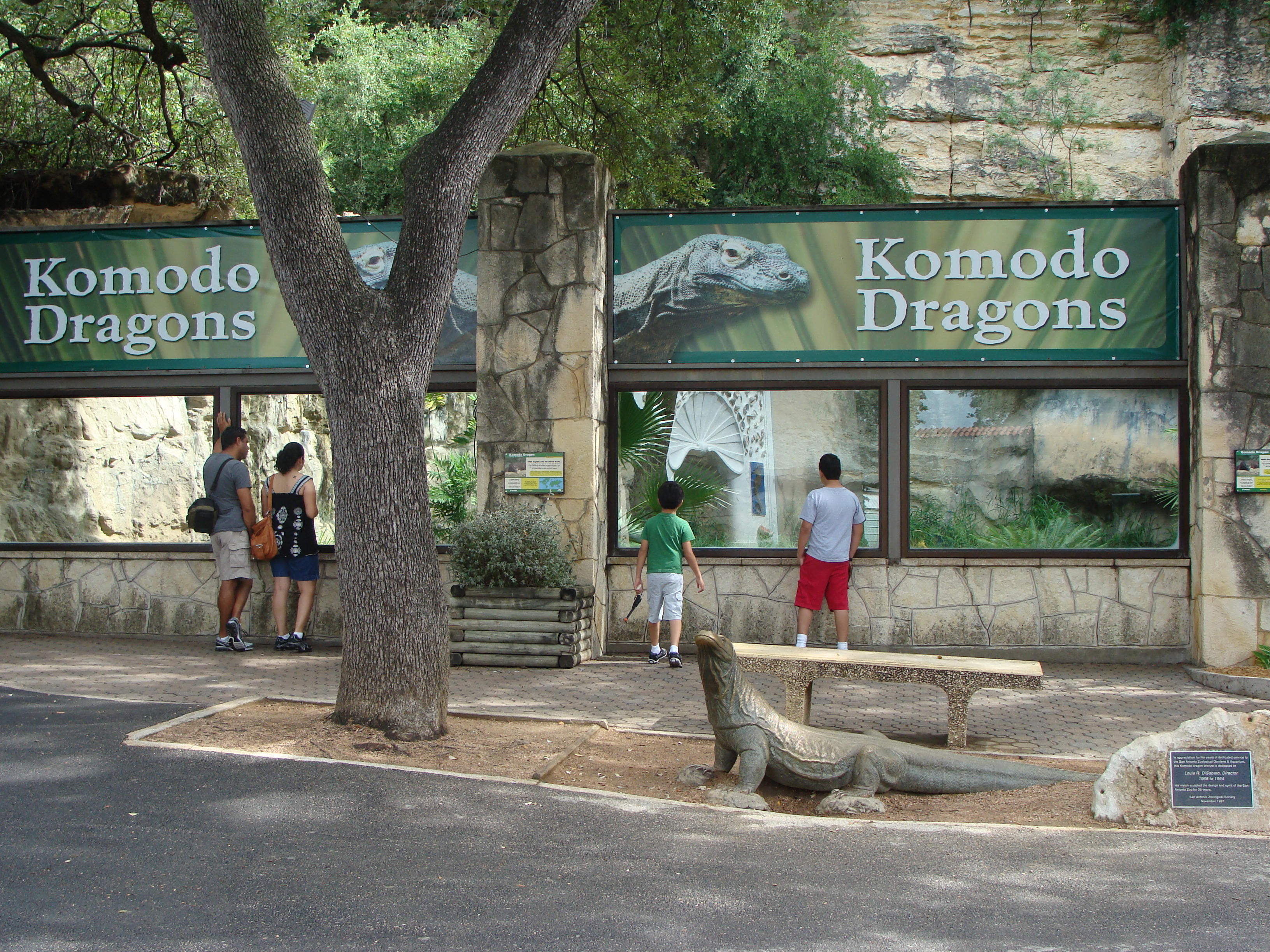

باغ وحش و آکواریوم سن آنتونیو (به انگلیسی: San Antonio Zoo and Aquarium) تأسیس ۱۹۱۴، نام یکی از باغ وحش‌های ایالات متحده آمریکا است و در شهر سن آنتونیو قرار دارد.
این باغ وحش حاوی ۷۵۰ گونه و ۳۵۰۰ جاندار است.
یک مکان طبیعی برای کشف و کشف کودکان در دسترس است.